# Associazione Calcio Vado 1939-1940
Questa voce raccoglie le informazioni riguardanti l'Associazione Calcio Vado nelle competizioni ufficiali della stagione 1939-1940.

## Rosa
| N. |                   | Ruolo | Calciatore          |
| -- | ----------------- | ----- | ------------------- |
|    | Italia (bandiera) | A     | Pierino Bacigalupo  |
|    | Italia (bandiera) | D     | Attilio Baranzini   |
|    | Italia (bandiera) | A     | Enzo Barile         |
|    | Italia (bandiera) | C     | Ugo Bartoli         |
|    | Italia (bandiera) | A     | Francesco Casaccia  |
|    | Italia (bandiera) | C     | Defendente Caviglia |
|    | Italia (bandiera) | P     | Giuseppe Chittolina |
|    | Italia (bandiera) | C     | Remo Cioli          |
|    | Italia (bandiera) | A     | E. Coperina         |
|    | Italia (bandiera) | P     | A. Faccinato        |
|    | Italia (bandiera) | A     | Giuseppe Francia    |

| N. |                   | Ruolo | Calciatore          |
| -- | ----------------- | ----- | ------------------- |
|    | Italia (bandiera) | C     | Giuseppe Frumento   |
|    | Italia (bandiera) | A     | Nicolò Frumento     |
|    | Italia (bandiera) | D     | Guglielmo Giavarini |
|    | Italia (bandiera) | D     | Giovanni Levratto   |
|    | Italia (bandiera) | D     | Bartolomeo Lottero  |
|    | Italia (bandiera) | D     | Giovanni Magnano    |
|    | Italia (bandiera) | P     | Luigi Perlo         |
|    | Italia (bandiera) | C     | Ugo Poli            |
|    | Italia (bandiera) | D     | Emanuele Siccardi   |
|    | Italia (bandiera) | C     | Gino Tomberli       |
|    | Italia (bandiera) | D     | Amedeo Tomei        |